# مكنزي لينتز
مكنزي لينتز (بالإنجليزية: Mackenzie Lintz)‏;(مواليد 22 نوفمبر 1996 في الولايات المتحدة)، هي ممثلة أمريكية بدأت مسيرتها الفنية عام 2011. لعبت دوراً رئيسيّاً بشخصية نوري كالفرت-هيل في مسلسل تحت القبة على قناة CBS والمُقتبس من رواية تحت القبة لستيفن كينغ.

## الأعمال
- مباريات الجوع
- تحت القبة
- دروب ديد ديفا

## وصلات خارجية
- مكنزي لينتز على موقع IMDb (الإنجليزية)
- مكنزي لينتز على موقع روتن توميتوز (الإنجليزية)
- مكنزي لينتز على موقع ألو سيني (الفرنسية)
- مكنزي لينتز على موقع قاعدة بيانات الفيلم (الإنجليزية)